# Takakia ceratophylla
Takakia ceratophylla, vrsta mahovnjače iz porodice Takakiaceae. Prirodni habitat su joj stjenovoita područja. Pronađena je u Kini, Indiji, Nepalu i nekim otocima Pacifika (Aleutsko otočje)
T. ceratophylla raste na obroncima vlažnih, stjenovitih litica, u hladnim pustinjskim regijama ili područjima s kasnim snježnim pokrivačem. Budući da je iznimno rijetka, postoji na manje od 10 malih lokaliteta, IUCN je T. ceratophyllu uvrstio kao ranjivu, a ljudska aktivnost koja rezultira gubitkom staništa i dalje ugrožava ovu jedinstvenu mahovinu.

## Sinonimi
- Lepidozia ceratophylla Mitt.